# Ryu Okada
Ryu Okada (født 10. april 1984) er en japansk fodboldspiller.
Han har spillet for flere forskellige klubber i sin karriere, herunder Júbilo Iwata og Avispa Fukuoka.